# NU ABO
《NU ABO》(Nu 예삐오)는 대한민국의 음악 그룹 f(x)의 첫 번째 미니 음반이다. SM 엔터테인먼트를 통해 2010년 5월 3일 발매되었다. 이번 미니 음반은 Chu~♡(2009) 이후 약 6개월만에 선보이는 음반으로 유영진, 켄지, 히치하이커 등이 앨범의 작곡가로 참여하였다. 발매 전, 멤버의 티저 사진을 공개하였는데 설리는 금발의 파격적인 머리를 해 눈길을 끌었으며 그 금발은 가발인 것으로 드러났다. KBS 《뮤직뱅크》에서 첫 무대를 선보였다.

## 수록곡
타이틀 곡이자 앨범의 첫 번째 곡인 "NU 예삐오(NU ABO)"는 심플한 신시사이저의 리프와 미니멀하지만 강렬한 느낌의 드럼 편성이 돋보이는 Reverse Beat 장르의 댄스 곡으로, 보아의 미국 데뷔곡인 "Eat You Up"의 작곡가 Thomas Troelsen, 샤이니의 "줄리엣"을 만든 Cutfather 등 외국 작곡가들의 합작품에 유영진이 가사를 붙여 완성했다. "NU 예삐오(NU ABO)"는 새롭다는 뜻의 영어 New와 비슷한 발음의 "NU"에 혈액형을 가리키는 "ABO"를 합성해 소리나는 대로 발음한 것이다. 두 번째 곡인 "Mr. Boogie"는 f(x)가 데뷔 쇼케이스 때 선보인 곡이다. 작곡가 켄지가 가사를 붙였다. 세 번째 곡인 "아이스크림(Ice Cream)"은 좋아하는 사람 앞에만 서면 너무 떨려서 아이스크림인 내가 밀크 쉐이크가 된다는 독특한 가사의 신스팝 댄스곡이다. 소녀시대의 "Show Show Show"를 작곡한 히치하이커가 작곡했다. 네 번째 곡인 "Me+U"는 수학 선생님을 짝사랑하는 학생의 이야기를 담았다. 다섯 번째 곡인 "Suprise Party"는 남자친구의 생일을 맞아 남자친구 몰래 생일 파티를 준비하는 귀엽고 사랑스러운 가사가 인상적인 경쾌한 생일 축하 노래이다. 마지막 곡인 "Sorry (Dear. Daddy)"는 Luna와 Krystal의 듀엣곡이다. 아버지에게 마음에도 없는 모진 말을 한 후로 미안한 마음을 노래했다.

## 수록곡 목록
| #            | 제목                       | 작사         | 작곡                                                  | 재생 시간 |
| ------------ | -------------------------- | ------------ | ----------------------------------------------------- | --------- |
| 1.           | 〈NU 예삐오〉 (NU ABO)     | 유영진       | Cutfather, Mynority, Thomas Troelsen, Engelina Larsen | 3:44      |
| 2.           | 〈Mr. Boogie〉             | 켄지         | Fredrik Fencke, Emilh Tigerlantz                      | 3:00      |
| 3.           | 〈아이스크림〉 (Ice Cream) | 김부민       | 히치하이커                                            | 3:06      |
| 4.           | 〈Me+U〉                   | 김영후       | 조준영                                                | 3:16      |
| 5.           | 〈Surprise Party〉         | 심은지       | 심은지                                                | 2:43      |
| 6.           | 〈Sorry〉 (Dear. Daddy)    | 김희영       | 심은지, 이민영                                        | 3:41      |
| 총 재생 시간 | 총 재생 시간               | 총 재생 시간 | 총 재생 시간                                          | 19:34     |

## 차트
| 차트                       | 최고 순위 |
| -------------------------- | --------- |
| 한국 가온 앨범 차트 (주간) | 2         |

### 노래 차트
| 노래                     | 최고 순위 |
| 노래                     | 한국      |
| 노래                     | 가온 차트 |
| ------------------------ | --------- |
| "NU 예삐오 (NU ABO)"     | 1         |
| "Mr. Boogie"             | 66        |
| "아이스크림 (Ice Cream)" | 71        |
| "Sorry (Dear. Daddy)"    | 77        |

| 가온 디지털 종합 주간 차트 1위 노래  |                   |                        |
| 이전                                 | 2010년 5월 둘째주 | 다음                   |
| "이 거지같은 말 (With. 정엽)" 서영은 | 2010년 5월 둘째주 | "시간아 멈춰라" 다비치 |
|                                      |                   |                        |
|                                      |                   |                        |

## 발매 일자
| 지역     | 발매일          | 포맷              | 레이블          |
| -------- | --------------- | ----------------- | --------------- |
| 대한민국 | 2010년 5월 3일  | CD, 음원 다운로드 | SM 엔터테인먼트 |
| 홍콩     | 2010년 5월 18일 | CD                | AVEX 아시아     |
| 대만     | 2010년 5월 28일 | CD                | AVEX 아시아     |